# Język aranejski
Język aranejski – odmiana języka oksytańskiego (dialekt gaskoński), używana w Val d’Aran. Na terenie całej Katalonii od roku 2006 posiada status języka oficjalnego, wraz z językiem katalońskim i hiszpańskim. W samej Val d’Aran jest używany w szkolnictwie od roku 1984.

## Wpływy języków iberyjskich
Ze względu na przynależność do Hiszpanii aranejski podlega silnym wpływom języka hiszpańskiego i katalońskiego. W ciągu kilkudziesięciu ostatnich lat przejął do swojego słownictwa wiele hispanizmów, takich jak actuar (vs. agir), empresa (vs. entrepresa), foment, impartir, increment (vs. aumentacion), laborau, matrícula (vs. inscripcion), oficina (vs. burèu) lub sollicitud.

## Ortografia
- o, ó: wymawia się jak „u” : Arró.
- ò: wymawia się jak otwarte „o” : Vilamòs.
- u, ú: wymawia się jak niemieckie ü : Salardú. W dyftongach wymawiane jest jak „u” : mau.
- è: wymawia się jak otwarte „e” Aubèrt.
- lh: wymawia się jak miękkie „l” : Vielha.
- nh: wymawia się jak „ń” : Unha.
- sh, ish: wymawia się jak „sz” : peish.
- th: wymawia się jak „t”.
- h: najczęściej jest nieme, niekiedy jako przydech : hum.
- n: jest nieme w liczbie mnogiej wyrazów, zakończonych na „n” w liczbie pojedynczej : camins.

## Tabela porównawcza

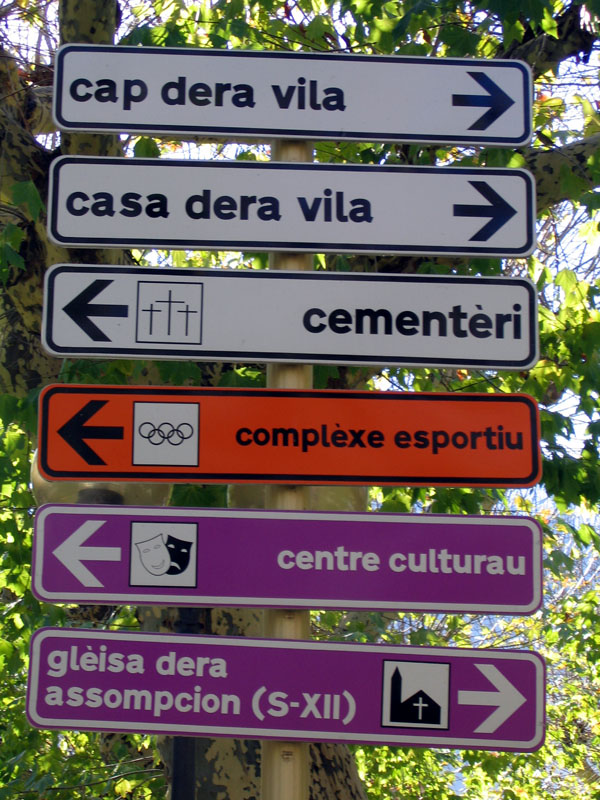
Napisy w języku aranejskim w Bossòst (Val d’Aran)

| ŁACINA    | francuski | włoski   | hiszpański | kataloński | aranejski |
| FESTA     | fête      | festa    | fiesta     | festa      | hèsta     |
| LUNA      | lune      | luna     | luna       | lluna      | lua       |
| MELE      | miel      | miele    | miel       | mel        | mèu       |
| CASTELLUM | château   | castello | castillo   | castell    | castèth   |
| ILLA      | elle      | lei      | ella       | ella       | era       |
| RIDERE    | rire      | ridere   | reír       | riure      | arrir     |
| CAPRA     | chèvre    | capra    | cabra      | cabra      | craba     |